# Trémont-sur-Saulx
Trémont-sur-Saulx é uma comuna francesa na região administrativa de Grande Leste, no departamento de Meuse. Estende-se por uma área de 11,9 km². Em 2010 a comuna tinha 616 habitantes (densidade: 51,8 hab./km²).